# Leptura subtilis
Leptura subtilis är en skalbaggsart som beskrevs av Bates 1884. Leptura subtilis ingår i släktet Leptura och familjen långhorningar. Inga underarter finns listade i Catalogue of Life.